# Соарес Эспиндола, Жулио Сезар
Жу́лио Се́зар Соа́рес де Эспи́ндола (порт.-браз. Júlio César Soares de Espíndola; род. 3 сентября 1979, Дуки-ди-Кашиас, Рио-де-Жанейро) — бразильский футболист, вратарь. Обладатель Кубка Америки 2004 в составе сборной Бразилии.

## Клубная карьера
Жулио родился в штате Рио-де-Жанейро, а начал футбольную карьеру в клубе «Гражау Каунтри» (пригород Рио-де-Жанейро), где он провёл детство. После этого он в течение 6 лет играл за «Фламенго» из Рио-де-Жанейро.
В 2004 году Жулио подписал контракт с миланским «Интером», но из-за превышения лимита легионеров в клубе не попал в заявку и в аренде играл за «Кьево», за который однако не провел ни одной игры.
В августе 2005 года Жулио вернулся в миланский «Интер», подписав трёхлетний контракт. На позиции основного вратаря клуба он сменил Франческо Тольдо.

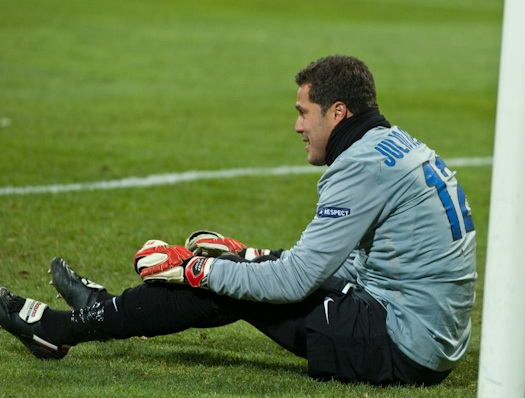
Сезар в составе «Интера», 2009

В 2010 году выиграл Лигу чемпионов, став лучшим вратарем турнира.
В августе 2012 года подписал четырёхлетний контракт с английским клубом «Куинз Парк Рейнджерс». После вылета клуба из Английской Премьер-лиги сыграл всего в одном матче.
7 февраля 2014 года Жулио Сезар отправился в канадский клуб «Торонто» на правах аренды, для того чтобы набрать хорошую форму к домашнему чемпионату мира 2014 года. Сезар дебютировал в «Торонто» 15 марта, игра закончилась победой (2:1). 25 июля 2014 года по истечении аренды вернулся в «Куинз Парк Рейнджерс».
20 августа 2014 года «Куинз Парк Рейнджерс» расторг контракт с голкипером, и он сразу же перешёл в «Бенфику», подписав двухлетний контракт.
29 января 2018 года Жулио Сезар вернулся в родной «Фламенго». 20 апреля того же года объявил о завершении карьеры.

## Карьера в сборной

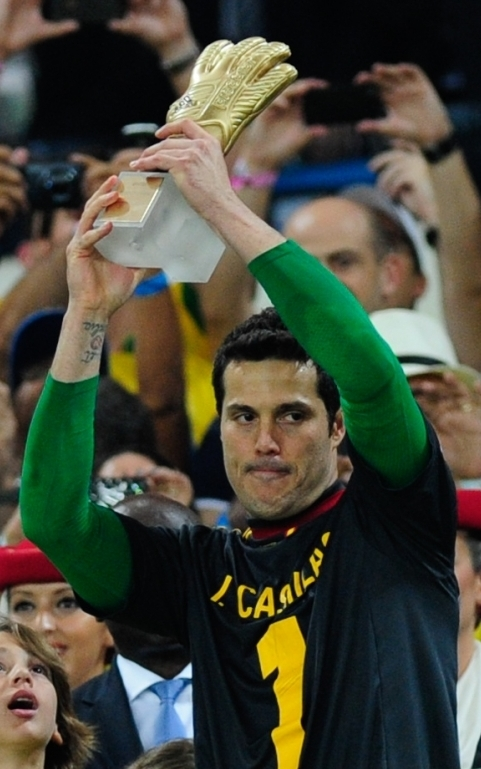
Сезар в составе сборной Бразилии

Жулио появился в заявке сборной Бразилии в 2003 году, не проведя ни одной игры в Кубке Конфедераций 2003 года, а дебютировал в сборной Бразилии 8 июля 2004 года. Он стал победителем Кубка Америки 2004 года, а на чемпионате мира 2006 года был третьим вратарем сборной и не сыграл ни одной игры. В полуфинальном матче на домашнем чемпионате мира 2014 года пропустил 7 мячей от сборной Германии (1:7), что стало антирекордом за всю историю выступлений сборной Бразилии на чемпионатах мира и первым с 1920 года поражением с разницей в 6 мячей. По окончании турнира Жулио Сезар объявил об окончании карьеры в сборной Бразилии. Всего за сборную Жулио Сезар сыграл 87 матчей, среди вратарей больше него сыграли только Клаудио Таффарел (101), Жилмар (94) и Дида (90).

## Личная жизнь
Жена — бразильская актриса и модель Сюзанна Вернер (род. 20 июля 1977), которая в конце 1990-х несколько лет встречалась с Роналдо. У Жулио Сезара и Сюзанны двое детей — Кауэт (2002) и Джулия (2005).

## Достижения

### Командные
«Фламенго»
- Чемпион штата Рио-де-Жанейро (4): 1999, 2000, 2001, 2004
- Обладатель Кубка Чемпионов Бразилии: 2001
- Обладатель Кубка Меркосур: 1999
- Обладатель Кубка Гуанабара (3): 1999, 2001, 2004
- Обладатель Трофея Рио: 2000

«Интернационале»
- Чемпион Серии A (4): 2006/07, 2007/08, 2008/09, 2009/10
- Обладатель Кубка Италии (3): 2006, 2010, 2011
- Обладатель Суперкубка Италии (4): 2005, 2006, 2008, 2010
- Победитель Клубного чемпионата мира: 2010
- Победитель Лиги чемпионов УЕФА: 2010

«Бенфика» (Лиссабон)
- Чемпион Португалии (3): 2014/15, 2015/16, 2016/17
- Обладатель Кубка Португалии: 2016/17
- Обладатель Кубка португальской лиги (2): 2014/15, 2015/16
- Обладатель Суперкубка Португалии (2): 2016, 2017

Сборная Бразилии
- Обладатель Кубка Америки: 2004
- Обладатель Кубка конфедераций (2): 2009, 2013
- Финалист чемпионата мира до 17 лет: 1995

### Личные
- Лучший вратарь Серии A (Оскар дель Кальчо) (2): 2009, 2010
- Лучший вратарь Лиги чемпионов УЕФА: 2010
- Входит в состав символической сборной Европы по версии ESM: 2010
- Входит в состав символической сборной Кубка конфедераций 2013 года по версии ФИФА[5]
- Обладатель «Золотой перчатки» Кубка конфедераций 2013 года[6]
- Лучший вратарь Примейра-лиги: 2014/15[7]
- Включён в зал славы миланского Интера[8]